# Cycnia inopinatus
Cycnia inopinatus là một loài bướm đêm thuộc phân họ Arctiinae, họ Erebidae.